# Сара Мишел Гелар
Сара Мишел Гелар (енгл. Sarah Michelle Gellar; Лонг Ајленд, 14. април 1977) америчка је глумица. Позната је по улози Бафи Самерс у серији Бафи, убица вампира (1997—2003).

## Детињство и младост
Рођена је на Лонг Ајленду. Једино је дете Розален и Артура Гелара. Оба родитеља су јој Јевреји, иако породица такође прославља Божић. Године 1984, када је имала седам година, родитељи су јој се развели, а одгајала ју је мајка на Менхетну. Док је одрастала са мајком, изгубила је контакт са оцем, од којег је остала отуђена до његове смрти 2001. године. Једном га је описала као „непостојећег”, а почетком 2000-их изјавила је: „Могу само да кажем да мој отац није део слике. Не избегавам га намерно, само је тако мало тога што би се могло рећи.” Поред тога што је у детињству имала посао, такође је била такмичарска клизачица, а једном је завршио на трећем месту на регионалном такмичењу државе Њујорк, те има и црни појас у теквондоу.

## Приватни живот
Током 2000. започела је везу с америчким глумцем Фредијем Принцем Млађим, ког је упознала на снимању филма Знам шта сте радили прошлог лета. Верили су се у априлу 2001, а венчали 1. септембра 2002. у Мексику. Имају двоје деце: ћерку (2009) и сина (2009). Живе у Лос Анђелесу.

## Филмографија
| Улоге Саре Мишел Гелар |                                           |               |                         | |
| Година                 | Српски назив                              | Изворни назив | Улога                   | Напомена |
| 1984                   | Мост изнад Бруклина                       |               | Саманта „Сами” Гаретсон | |
| 1988                   | Раскршће                                  |               | Черч Гоер               | |
| 1993—1995, 2011        | Сва моја деца                             |               | Кендал Харт             | Награда Еми за најбољу младу глумицу, ТВ серија |
| 1997                   | Знам шта сте радили прошлог лета          |               | Хелен Шиверс            | МТВ филмска награда за највеће глумачко откриће (ном). Блокбастер награда за омиљену споредну глумицу у хорору                                                            |
| 1997                   | Врисак 2                                  |               | Кејси „Сиси” Купер      | |
| 1997—2003              | Бафи, убица вампира                       |               | Бафи Самерс             | Награда Сатурн за најбољу глумицу на телевизији (ном.) x7 Златни глобус за најбољу главну глумицу у ТВ серији (ном.) Награда по избору тинејџера за најбољу ТВ глумицу x5 |
| 1998—2002              | Уживо суботом увече                       |               | водитељка               | |
| 1998                   | Краљ брда                                 |               | Мари                    | глас, ТВ серија |
| 1998                   | Још увек знам шта сте радили прошлог лета |               | Хелен Шиверс            | архивски снимци |
| 1999—2004              | Ејнџел                                    |               | Бафи Самерс             | ТВ серија |
| 1999                   | Окрутне намере                            |               | Кетрин Мертеј           | МТВ филмска награда за најбољу улогу МТВ филмска награда за најбољи пољубац                                                                                               |
| 1999                   | Она је та                                 |               | девојка у кафетерији    | посебна захвалност |
| 1999                   | Просто неодољива                          |               | Аманда Шелтон           | |
| 2000                   | Секс и град                               |               | Деби                    | ТВ серија |
| 2002                   | Скуби-Ду                                  |               | Дафни Блејк             | Награда по избору тинејџера за најбољу глумицу и номинација за најбољу хемију на филму (са Фредијем Принцом)                                                              |
| 2004                   | Клетва                                    |               | Карен Дејвис            | МТВ филмска награда (ном.) Награда по избору тинејџера за најбољу глумицу (ном.)                                                                                          |
| 2004                   | Скуби-Ду 2: Чудовишта на слободи          |               | Дафни Блејк             | |
| 2004—2012              | Симпсонови                                |               | Џина Вендети            | глас, ТВ серија |
| 2006                   | Клетва 2                                  |               | Карен Дејвис            | |
| 2007                   | Млади мутанти нинџа корњаче               |               | Ејприл О'Нил            | глас |
| 2011—2012              | Амерички тата                             |               | Филис / Џени            | глас, ТВ серија |
| 2011                   | Дужност зове: Црне операције              |               | саму себе               | видео-игра |
| 2011                   | Бог, Ђаво и Боб                           |               | глумица                 | ТВ серија |
| 2015                   | Реп борба принцеза                        |               | Пепељуга                | серијал на Јутјубу |
| 2015—2016              | Ратови звезда: Побуњеници                 |               | седма сестра            | глас, ТВ серија |
| 2019                   | Штребери                                  |               | саму себе               | ТВ серија |
| 2021                   | Господари свемира: Откриће                |               | Тила                    | глас, ТВ серија |
| 2022                   | Спремне за освету                         |               | директорка              | |
| 2023                   | Вучји чопор                               |               | Кристин Ремзи           | ТВ серија |
| 2025                   | Знам шта сте радили прошлог лета          |               | Хелен Шиверс            | камео |